# Bandleader - Pierre Dørge og New Jungle ochestra
Bandleader - Pierre Dørge og New Jungle ochestra er en dokumentarfilm instrueret af Fredrik von Krusenstjerna efter manuskript af Peter Nørgaard.

## Handling
Pierre Dørge & New Jungle Orchestra er verdenskendt i jazzkredse. Orkestret har eksisteret i over 15 år med skiftende besætning og har rejst jorden rundt med deres musik, der blander moderne jazz og verdensmusik. Denne dokumentarfilm tager os med på rejse, geografisk og musikalsk, men mest handler den om psykologi, dynamik og dramatik i de kreative processer. Om medlemmernes forhold til hinanden og Dørges lederskab. Som han siger: "Det er ikke noget harmonisk orkester, men måske er det netop de indre spændinger, der får musikken til at sprudle".